# Карстовые озёра (заказник)
«Карстовые озёра» — государственный природный заказник регионального значения в Новгородской области России.

## История
Первоначально заказник был образован 23 сентября 1977 года. 29 декабря 2012 года постановлением администрации Новгородской области был образован государственный природный заказник регионального значения «Карстовые озера».

## Характеристики
Заказник расположен на северо-востоке Новгородской области на территории Боровичского, Любытинского и Хвойнинского муниципальных районов. Создан с целью охраны и использования уязвимых карстовых ландшафтов: гидрогеологических систем карстовых озёр, динамичных геоморфологических форм рельефа, водоохранной функции лесных биоценозов, а также сохранения биологического разнообразия, объектов культурного наследия и регулирования рекреационно-туристского использования карстовых ландшафтов.
Основными особо охраняемыми объектами являются:
1. Гидрогеологическая система карстовых озёр, уникальная по количеству разновеликих водных объектов, имеющих наземные и подземные связи, отличающаяся высокой подвижностью карстовых процессов, объёмом и регулярностью уходов вод в подземные полости.
2. Наиболее крупные известные карстовые озера Городно, Ямное, Съезжее, Шерегодро, Люто, отличающиеся живописным пейзажем, богатыми рыбными ресурсами, являются средообразующими объектами, местами обитания редких видов растений и животных.
3. Карстовые ландшафты.
4. Биоценотическое разнообразие — таёжные экосистемы, отличающиеся сложной структурой в связи с особенностями рельефа, гидросети и почв, высоковозрастные ельники и сосняки, приближающиеся к состоянию коренных естественных сообществ, специфические луговые и водные сообщества карстовых озёр и связанные с ними редкие виды.
5. Редкие виды растений и места их произрастания: зарегистрированы шесть видов сосудистых растений, занесённых в список редких и находящихся под угрозой исчезновения видов (подвидов, популяций) диких животных и дикорастущих растений, грибов, обитающих и произрастающих на территории области, заносимых в Красную книгу Новгородской области: рдест волосовидный (Potamogeton trichoides Cham. et Schlecht), осока сытевидная (Carex bohemica Schreb.), осока волосистая (Carex pilosa Scop.), Прострел раскрытый (Pulsatilla patens (L.) Mill.), Молодило шароносное (Sempervivum globiferum L.) [syn. Jovibarba globifera (L.) J.Parn.], фиалка коротковолосистая (Viola hirta L.).
6. Редкие виды животных и места их обитания зарегистрированы два вида птиц, занесенных в Красную книгу Российской Федерации и Красную книгу Новгородской области: скопа (Pandion haliaetus L.), европейская чернозобая гагара (Gavia arctica arctica L.), один вид млекопитающих, занесенный в Красную книгу Новгородской области: летяга (Pteromys volans L.)
7. Объекты культурного наследия.

Общая площадь заказника составляет 19290,63 га. Заказник включает семь участков:
1. Кластер «Озеро Городно»
2. Кластер «Молодильнинская цепь озёр»
3. Кластер «Озеро Ямное»
4. Кластер «Озеро Шерегодро»
5. Кластер «Озеро Люто»
6. Кластер «Озеро Сухое»
7. Кластер «Озеро Боровское»

## Описание
В заказник входят такие большие озёра, как Городно, Чёрное, Дубно, Клетно, Ямное, Съезжее, Шерегодро, Люто, Боровское, а также Молодиленская группа озёр протяжённостью около 18 километров. Озёра были взяты под охрану решением Новгородского облисполкома в 1977 году. Крупная система карстовых озёр различной площади, связанных между собой — уникальное явление для всего Северо-Запада России. Присутствуют сероводородные родники, крайне редкие для Новгородской области. Озёра образовались на месте залегания доломитов и известняков, которые постепенно растворяет вода, прокладывая подземные ходы. Уровень в карстовых озёрах периодически меняется, иногда они полностью уходят в подземные полости.
Молодиленская цепь, вытянувшаяся на 18 километров, относится к бассейну реки Волги. Она состоит из восемнадцати озёр — Долгое (32 га), Чёрное (70 га, южное), Рогавиц (85,6 га), Крестоватое (33 га), Орехово (37 га), Б. и М. Клетно (72,7 га), Съезжее (154 га), Дубно (103,6 га), Чёрное (55 га, северное), Дриздино (7,2 га), Стахина лужа и Карасёва лужа (46 га), Беленькое (46 га), Тресно, Глухое (12 га), Каменик, Клепалище, а также озера Вялец (53,4 га), лежащего в стороне. Карстовые поноры, через которые идёт регуляция уровня воды, находятся в Долгом, Чёрном, Рогавице, Съезжем. Все озёра могут превращаться в единый водоём при достижении водой максимальных отметок. Регулярно наблюдается «уход под землю» озера Ямное. Озеро Городно при понижении уровня воды распадается на несколько частей. Раз в 20 лет вода из него уходит полностью, озеро становится пастбищем.